# Camencský rajon

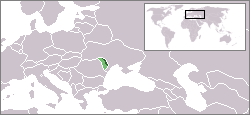
Podněstří na mapě Evropy (tmavě zelené)

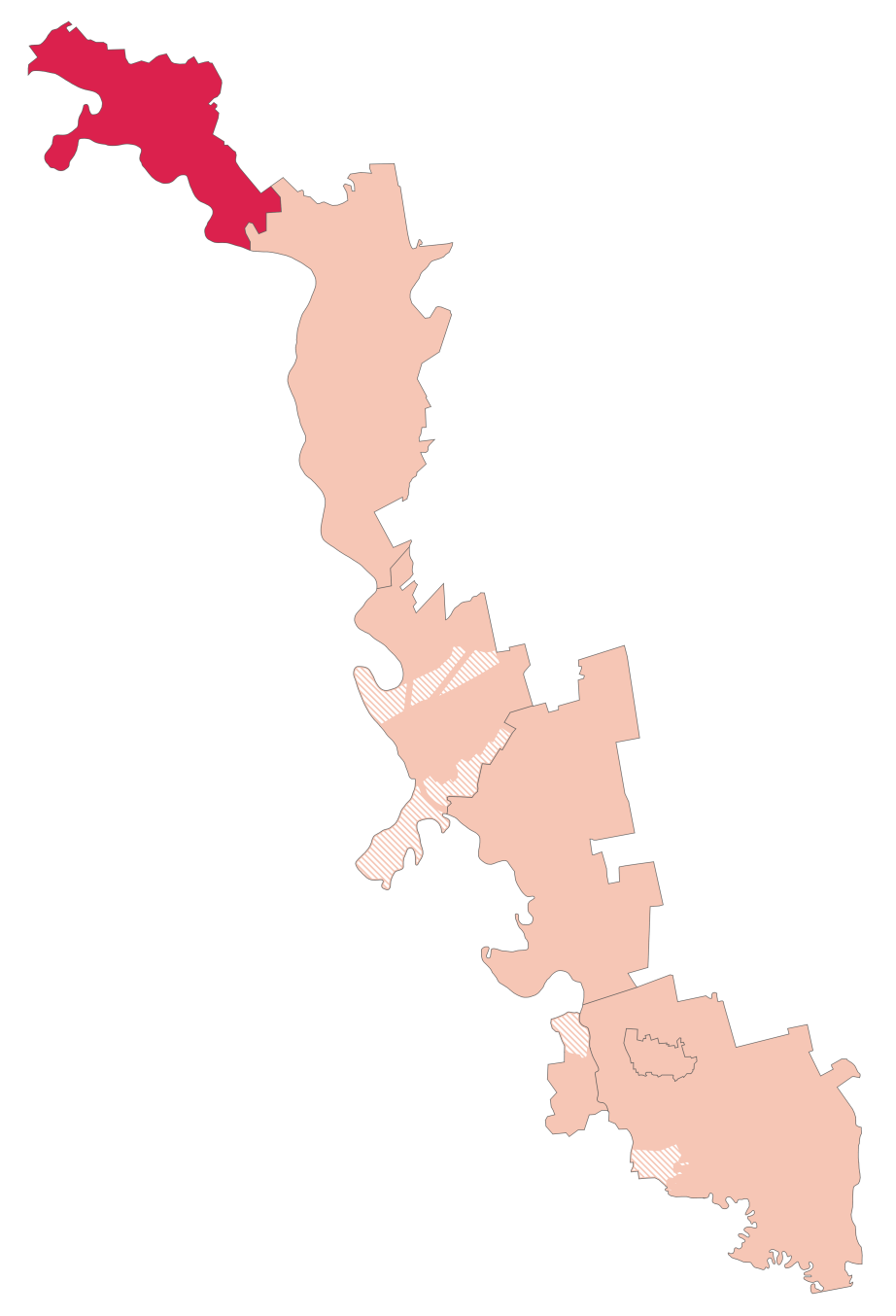
Camencský rajon na mapě Podněstří

Camencský rajon (moldavsky Районул Каменка/Raionul Camenca, ukrajinsky Кам'янський район Kamjanskyj rajon, rusky Каменский район Kamenskij rajon) je jedním ze sedmi okresů mezinárodně neuznané Podněsterské moldavské republiky, jedná se o její nejsevernější rajon. Administrativním centrem je město Camenca. Území vymezuje ze západní strany řeka Dněstr, která tvoří hranici s Moldavskem, na východní straně ukrajinská hranice, na jihu sousedí s podněsterským Rîbnițským rajonem. Původní Camencský rajon vznikl roku 1923, kdy nad územím získala kontrolu sovětská moc. O rok později byl začleněn do Moldavské ASSR, roku 1940 do Moldavské SSR. Během velké vlastenecké války tvořil součást rumunské provincie Zadněstří. Po válce byl rajon obnoven, do roku 1990 došlo k několika územním změnám. Současný rajon vznikl roku 1990 v souvislosti v vyhlášením nezávislosti Podněstří. Z pohledu moldavských zákonů i mezinárodního práva Camencský rajon neexistuje a jedná se o území tzv. Autonomní územně správní jednotky se zvláštním statusem Podněstří.

## Obyvatelstvo
Podle sčítání lidu v roce 2004 žilo na území Camencského rajonu 27 284 obyvatel, z toho 48 % moldavské, 42 % ukrajinské, 7 % ruské a 2 % polské národnosti.

## Sídla
Na území rajonu se nachází jedno město (Camenca) a 21 obcí pod správou 12 selsovětů (místních rad).
- Gruška
  - Frunzovka
- Chrustovaja
- Katěrinovka
  - Sadki
- Krasnyj Okťabr
  - Alexandrovka
- Kuzmin
  - Vojtovka
- Oknica
- Podojma
  - Podojmica
- Raškovo
  - Jantarnoje
- Rotar
  - Bodany
  - Sokolovka
- Severinovka
- Sloboda-Raškov
- Valja Adynske
  - Konstantinovka

Pozn.: přepis místních jmen vychází z ruských názvů obcí; oficiální postavení v Podněstří mají i názvy moldavské a ukrajinské.